# Cisticola troglodytes
La cisticola volpina (Cisticola troglodytes (Antinori, 1864)) è un uccello della famiglia dei Cisticolidi originario delle regioni centrali e orientali dell'Africa.

## Tassonomia
Ne vengono riconosciute due sottospecie:
- C. t. troglodytes (Antinori, 1864), diffusa nella fascia di territorio compresa tra le regioni meridionali del Ciad e quelle nord-occidentali del Kenya;

- C. t. ferrugineus Heuglin, 1864, diffusa nelle regioni orientali del Sudan e in quelle occidentali dell'Etiopia.